# Laurus azorica
Laurus azorica, loro o laurel de Azores es una especie de planta en la familia  Lauraceae.

## Descripción
Árbol dioico muy ramificado que alcanza los 10-18 m de altura, con tronco y ramas de verde a gris; la copa está densamente poblada de hojas pecioladas en disposición alterna, lanceoladas, coriáceas, de color verde intenso y brillante, más por el haz que por el envés. El fruto es una baya ovoideo-globosa con una sola semilla, verde a negra al madurar.

## Hábitat y distribución
Especie característica y nativa de los bosques de laurisilva de las Azores. Está considerada en peligro de extinción por la perdida de hábitat.

## Sinonimia
- Persea azorica Seub. basónimo[2]